# 微胞藻呼肠孤病毒属
微胞藻呼肠孤病毒属（学名：Mimoreovirus）为呼肠孤病毒科的一个属。

## 下属物种
本属包括以下物种：
- 微胞藻呼肠孤病毒 Micromonas pusilla reovirus ，MpRV